# Angelo Maria Crivelli
Angelo Maria Crivelli dit Il crivellone (Milan, documenté de 1703 - 1730)  est un peintre italien adepte de la nature morte, paysage, portrait et peinture animalière.

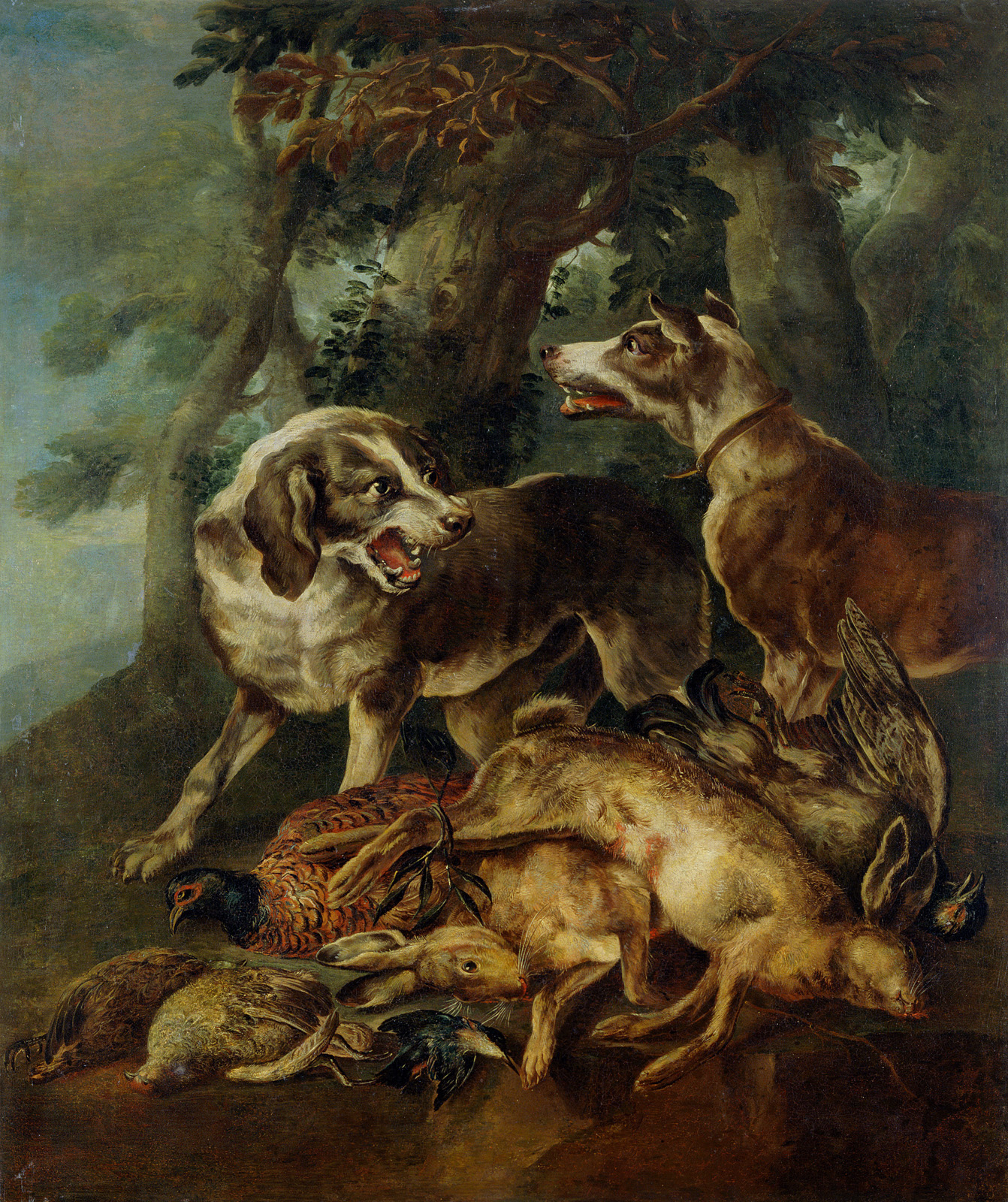
Scène de chasse, Narodna galerija Slovenije, Ljubljana

## Biographie
Angelo Maria Crivelli dit il Crivellone est un peintre italien né probablement à Milan dans la seconde moitié du XVIIe siècle.
Il n'existe néanmoins aucun document qui puisse attester les lieux et date de naissance et de mort.
La production de Angelo Maria Crivelli se cantonne majoritairement dans la représentation de chasse, oiseaux sauvages et domestiques, animaux de cour et poissons. 

## Œuvres
- Rapaci e animali da cortile su sfondo di paesaggio, huile sur toile, 177 × 237 cm.
- Autoritratto con fucile e cane, huile sur toile,118 × 93,5 cm, Pinacothèque de Brera, Milan.
- Paesaggio con pesce, funghi e meloni, huile sur toile, 119 × 148,5 cm, Collection privée, Forli.
- Paesaggio con pesci, cesto e ortaggi, huile sur toile, 118 × 149 cm, collection privée, Forli.
- Paesaggio con pesci e cesto, huile sur toile, 70 × 92 cm, collection privée, Reggio d'Émilie.
- Stagno con volatili, huile sur toile, 115 × 145 cm.
- Gallo, Tacchini et Pulcini (1710-1720), 147 × 117 cm, Academie Carrara, Bergame.
- Gallo, galline e un coniglio en plein air, huile sut toile, 49,5 × 62,5 cm.
- Paesaggio con animali,huile sur toile.
- Autoritratto in veste da cacciatore, Museo Poldi Pezzoli.
- Scène de chasse, Narodna galerija Slovenije, Ljubljana.
- Animaux de basse-cour, 71 × 96 cm, Musée de Grenoble[3].